# Base de données réseau

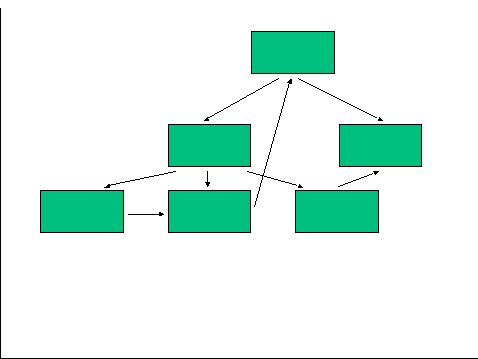
Un exemple de modèle réseau.

Le modèle réseau est une manière de représenter les données dans le cadre d'une base de données. Ce modèle est en mesure de lever de nombreuses difficultés du modèle hiérarchique grâce à la possibilité d'établir des liaisons de type n-m en définissant des associations entre tous les types d'enregistrements.
Ce modèle est une extension du modèle précédent (hiérarchique), les liens entre objets peuvent exister sans restriction. Pour retrouver une donnée dans une telle modélisation, il faut connaître le chemin d'accès (les liens), ceci rend encore les programmes dépendants de la structure de données.

## Exemples de bases de données réseau
- IDMS
- Integrated Data Store (en) (IDS puis IDS II)